# شهرستان پاملیکو
شهرستان پاملیکو (به انگلیسی: Pamlico County) یک منطقهٔ مسکونی در ایالات متحده آمریکا است که در کارولینای شمالی واقع شده‌است. شهرستان پاملیکو ۱٬۴۶۸٫۵۳ کیلومتر مربع مساحت دارد.